# دانیلا مونتویا
دانیلا مونتویا (انگلیسی: Daniela Montoya؛ زادهٔ ۲۲ اوت ۱۹۹۰) بازیکن فوتبال اهل کلمبیا است.
وی همچنین در تیم‌های ملی فوتبال Colombia women's national under-20 football team, تیم ملی فوتبال زنان کلمبیا، و Colombia women's national futsal team بازی کرده‌است.
وی در مسابقات کشوری و بین‌المللی در مجموع برندهٔ ۱ مدال طلا شده‌است.